# 아돌프 셰르프
아돌프 셰르프(독일어: Adolf Schärf, 1890년 4월 20일~1965년 2월 28일)는 오스트리아의 정치인으로, 오스트리아 사회당 소속으로 활동했다. 1945년부터 1957년까지 부총리를 지냈으며, 1957년부터 1965년까지 오스트리아 대통령을 역임했다.

## 생애
1890년 4월 20일 오스트리아-헝가리의 모라바에 위치한 니콜스부르크(지금의 체코 미쿨로프)에서 태어났다. 빈 대학교를 졸업한 후 오스트리아 사회민주노동자당의 정치인이었던 카를 자이츠, 마티아스 엘더쉬, 카를 레너의 비서를 지냈다.
오스트리아 연방국이 들어서자 탄압을 받기 시작해 1934년 2월부터 5월까지 감옥에 갇혔으며, 1938년 3월에는 경찰에 의해 12일간 구류됐다. 1944년에 다시 5주 동안 감옥에 갇혔다.
1945년 제2차 세계 대전 종결 후 오스트리아 제2공화국이 들어서자 사회민주노동자당이 오스트리아 사회당으로 재건되면서 초대 당의장으로 선출됐다. 이어 전후 내각을 꾸리게 된 카를 레너 총리가 오스트리아 국민당과 오스트리아 공산당, 그리고 사회당 당수를 모두 부총리로 임명함에 따라 레오폴트 피글, 요한 코플레니히와 함께 부총리를 지냈다. 1945년 총선에서 피글이 이끄는 국민당이 원내 1당이 된 동시에 국민당이 사회당과 대연정을 구성하면서 부총리직을 계속 맡게 된다. 이후 대연정이 지속되면서 1957년까지 부총리를 역임했다.
1957년 테오도어 쾨르너 대통령이 임기를 얼마 앞두고 사망하면서 대통령 선거가 열리자 오스트리아 사회당 후보로 나서 당선됐다. 1963년 재선에 성공했다. 재직 중 1965년 2월 28일 빈에서 사망했다.

## 참고 문헌
- "Dr. Adolf Schärf". 《Republik Österreich Parlament》.